# Leonid Kaganov
Leonid Kaganov, né le 21 mai 1972 à Moscou, est un écrivain de science fiction, poète, présentateur de télévision et comédien russe. Il est l'auteur d'une dizaine de romans ou de recueils de nouvelles.